# العلاقات اليونانية البلجيكية
العلاقات اليونانية البلجيكية هي العلاقات الثنائية التي تجمع بين اليونان وبلجيكا.

## مقارنة بين البلدين
هذه مقارنة عامة ومرجعية للدولتين:
| وجه المقارنة                                              | اليونان                                                                             | بلجيكا                                                                              |
| --------------------------------------------------------- | ----------------------------------------------------------------------------------- | ----------------------------------------------------------------------------------- |
| المساحة (كم2)                                             | 131.96 ألف                                                                          | 30.53 ألف                                                                           |
| عدد السكان (نسمة)                                         | 10.76 مليون                                                                         | 11.37 مليون                                                                         |
| الكثافة السكانية (ن./كم²)                                 | 81.54                                                                               | 372.42                                                                              |
| العاصمة                                                   | أثينا، نافبليو                                                                      | بروكسل                                                                              |
| اللغة الرسمية                                             | لغة يونانية، اليونانية الديموطيقية ‏                                                 | اللغة الهولندية، لغة فرنسية، اللغة الألمانية                                        |
| العملة                                                    | يورو، دراخما، فينيكس يوناني ‏                                                        | يورو، فرنك بلجيكي                                                                   |
| الناتج المحلي الإجمالي (بليون دولار)                      | 200.29 مليار                                                                        | 492.68 مليار                                                                        |
| الناتج المحلي الإجمالي (تعادل القوة الشرائية) بليون دولار | 285.45 مليار                                                                        | 514.74 مليار                                                                        |
| الناتج المحلي الإجمالي الاسمي للفرد دولار أمريكي          | 18.00 ألف                                                                           | 40.32 ألف                                                                           |
| الناتج المحلي الإجمالي للفرد دولار أمريكي                 | 26.85 ألف                                                                           | 43.44 ألف                                                                           |
| مؤشر التنمية البشرية                                      | 0.865                                                                               | 0.890                                                                               |
| رمز المكالمات الدولي                                      | +30                                                                                 | +32                                                                                 |
| رمز الإنترنت                                              | .gr                                                                                 | .be                                                                                 |
| المنطقة الزمنية                                           | توقيت شرق أوروبا، ت ع م+02:00، ت ع م+03:00، توقيت شرق أوروبا الصيفي ‏، أوروبا/أثينا ‏ | توقيت وسط أوروبا، ت ع م+01:00، ت ع م+02:00، توقيت وسط أوروبا الصيفي، أوروبا/بروكسل ‏ |

## مدن متوأمة
في ما يلي قائمة باتفاقيات التوأمة بين مدن يونانية وبلجيكية:
- ترتبط إيغيو مع كوكلبرغ [الإنجليزية]‏ باتفاقية توأمة منذ 2001.
- ترتبط ترياندريا مع ماسميخيلين باتفاقية توأمة منذ 2003.[17][18][19]
- ترتبط بروزة مع هوفاليز باتفاقية توأمة.

## منظمات دولية مشتركة
يشترك البلدان في عضوية مجموعة من المنظمات الدولية، منها:
| علم المنظمة | اسم المنظمة                               | تاريخ انضمام اليونان | تاريخ انضمام بلجيكا |
| ----------- | ----------------------------------------- | -------------------- | ------------------- |
|             | اتفاقية السماوات المفتوحة                 | ?                    | ?                   |
|             | الوكالة الدولية للطاقة                    | ?                    | ?                   |
|             | منظمة التجارة العالمية                    | 1995                 | ?                   |
|             | الأمم المتحدة                             | 25 أكتوبر 1945       | 27 ديسمبر 1945      |
|             | حلف شمال الأطلسي                          | 18 فبراير 1952       | 4 أبريل 1949        |
|             | الاتحاد الدولي للاتصالات                  | 1866                 | 1866                |
|             | منظمة التعاون الاقتصادي والتنمية          | 30 سبتمبر 1961       | ?                   |
|             | مجلس أوروبا                               | 9 أغسطس 1949         | ?                   |
|             | وكالة الفضاء الأوروبية                    | 9 مارس 2005          | ?                   |
|             | اتحاد المدفوعات الأوروبي ‏                 | ?                    | ?                   |
|             | المنظمة الأوروبية لسلامة الملاحة الجوية   | 1988                 | 1960                |
|             | الاتحاد الأوروبي                          | 1981                 | 25 مارس 1957        |
|             | الاتحاد البريدي العالمي                   | ?                    | ?                   |
|             | يونسكو                                    | 4 نوفمبر 1946        | 29 نوفمبر 1946      |
|             | مؤسسة التنمية الدولية                     | 9 يناير 1962         | 2 يوليو 1964        |
|             | منظمة حظر الأسلحة الكيميائية              | ?                    | ?                   |
|             | نظام تحكم تكنولوجيا القذائف               | 1992                 | 1990                |
|             | وكالة ضمان الاستثمار متعدد الأطراف        | 30 أغسطس 1993        | 18 سبتمبر 1992      |
|             | منظمة الشرطة الجنائية الدولية             | ?                    | ?                   |
|             | المنظمة الهيدروغرافية الدولية             | ?                    | ?                   |
|             | مؤسسة التمويل الدولية                     | 26 سبتمبر 1957       | 27 ديسمبر 1956      |
|             | البنك الدولي للإنشاء والتعمير             | 27 ديسمبر 1945       | 27 ديسمبر 1945      |
|             | الفريق المعني برصد الأرض                  | ?                    | ?                   |
|             | مجموعة الموردين النوويين                  | ?                    | ?                   |
|             | مجموعة أستراليا                           | 1985                 | 1985                |
|             | منظمة الأمن والتعاون في أوروبا            | 25 يونيو 1973        | 25 يونيو 1973       |
|             | المركز الدولي لتسوية المنازعات الاستشارية | 21 مايو 1969         | 26 سبتمبر 1970      |

## أعلام
هذه قائمة لبعض الشخصيات التي تربطها علاقات بالبلدين:
- آغنيس فاردا (مصورة وفنانة تشكيلية ومخرجة أفلام وكاتبة سيناريو فرنسية، 30 مايو 1928[31][32][33] – 29 مارس 2019[34])
- ديميتري فيغاس ولايك مايك
- فيكتور كلوناريديس (لاعب كرة قدم بلجيكي، 28 يوليو 1992[35] – )

## وصلات خارجية
- موقع وزارة الخارجية اليونانية
- موقع وزارة الخارجية البلجيكية